# Maurice de La Porte
Maurice de La Porte (* 1530 in Paris; † 23. April 1571 ebenda) war ein französischer Buchhändler, Literat und Lexikograf. Er ist der Autor des Spezialwörterbuchs Les Epithetes.

## Leben und Werk
Maurice de La Porte war der Erbe einer Pariser Buchhändlerfamilie. Er erwarb den Magistergrad, verkaufte 1553 die Buchhandlung an Gabriel Buon und sammelte Material für ein umfangreiches Spezialwörterbuch der schmückenden Adjektive, ein sogenanntes Epithetarium, das unter dem Titel Les Epithetes nach seinem Tod erschien, zahlreiche Auflagen erlebte und vielfach imitiert wurde.